# Kirche Weigmannsdorf

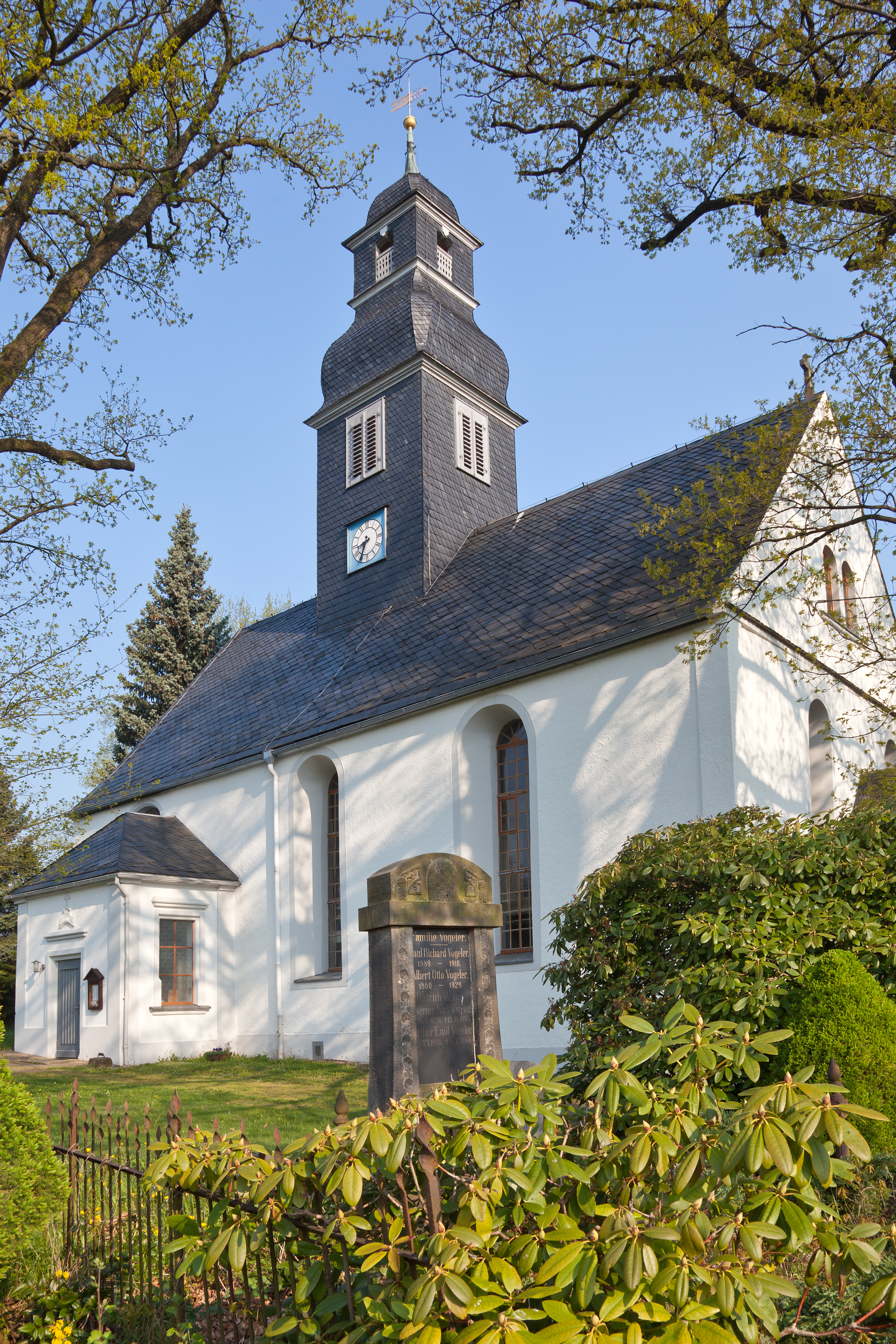
Kirche Weigmannsdorf

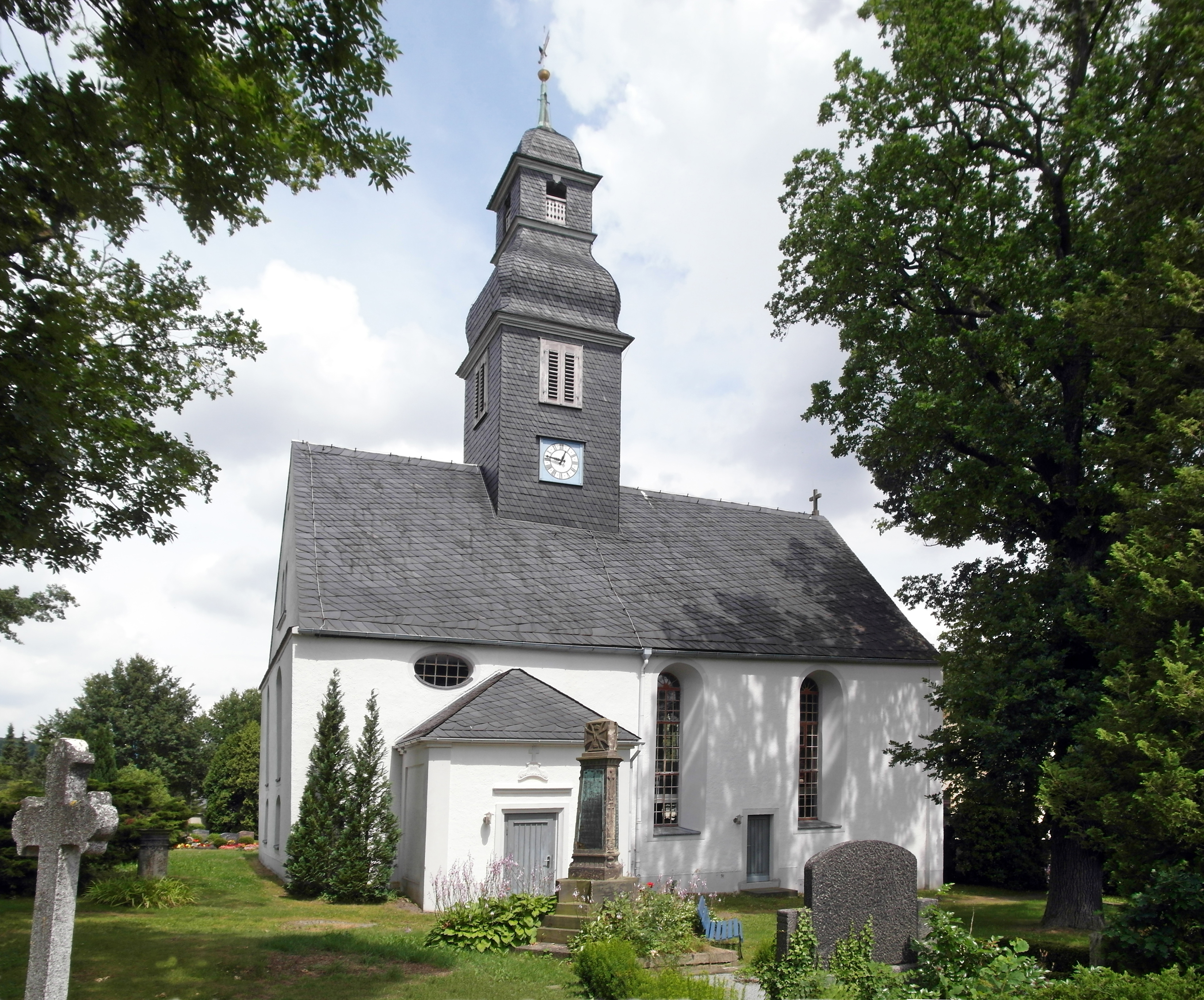
Südansicht

Die evangelische Kirche Weigmannsdorf ist eine Saalkirche im Ortsteil Weigmannsdorf von Lichtenberg/Erzgeb. im Landkreis Mittelsachsen in Sachsen. Sie gehört zur Kirchengemeinde Brand-Erbisdorf-Lichtenberg-Weißenborn im Kirchenbezirk Freiberg der Evangelisch-Lutherischen Landeskirche Sachsens.

## Geschichte und Architektur
Die schlichte Saalkirche stammt im Kern aus dem Jahr 1581. Das heutige Bauwerk stammt vermutlich aus dem 17. Jahrhundert. Eine Restaurierung erfolgte im Jahr 1975.
Das Bauwerk ist ein verputzter Bruchsteinbau mit geradem Ostschluss und einem mehrstufigen barockem Dachreiter mit Glockenstube und einer kleinen Kuppel als Abschluss. Die Windfahne zeigt die Jahrenszahl 1877. Der dreiachsige Innenraum wird durch Rundbogenfenster beleuchtet. Die Sakristei ist an der Ostseite angebaut.
Der flachgedeckte Innenraum ist durch eine Einraumstütze bestimmt. Das Deckengemälde von 1883 zeigt Christus mit den Vier Evangelisten, Moses und Engeln und ist auf Leinwand ausgeführt. Einfache Emporen sind an drei Seiten eingebaut, an der Chorsüdseite befindet sich eine Erbrichterloge.

## Ausstattung
Das Hauptstück der Ausstattung ist ein barocker, hölzerner Kanzelaltar aus dem 17. Jahrhundert. Dessen marmorierte Pilaster sind mit vergoldeten Kapitellen versehen. Er wird durch einen gesprengten Giebel mit Strahlenkranz abgeschlossen. Auf der Rückseite ist eine kleine Sakramentsnische eingelassen. 
Die Taufe aus Sandstein stammt aus dem 18. Jahrhundert. Sie ruht auf einem Fuß, der als Baumstamm gebildet ist. Das Becken ist mit Blumen und Frucht geschmückt, ein reich geschnitzter hölzerner Deckel bildet den Abschluss; das Ganze wurde in den 1970er Jahren farbig gefasst. 
Ein Farbglasfenster stellt die Rückkehr des verlorenen Sohns und des barmherzigen Samariters dar und ist mit der Jahreszahl 1920 datiert. Auf der Nord- und Südempore sind zwölf Tafeln mit einer Darstellung der Zwölf Apostel aus dem 17. Jahrhundert angebracht, die vermutlich früher als Deckengemälde dienten. In der Sakristei befindet sich eine große Tafel mit einer Darstellung der Kreuzigung, die vermutlich aus dem 16. Jahrhundert stammt.

## Orgel
Die Orgel mit weiß-blau gefasstem Prospekt im Rokokostil ist ein Werk von Adam Gottfried Oehme aus den Jahren 1768–1771 mit 11 Registern auf einem Manual und Pedal, das mehrfach überarbeitet wurde. Die Disposition lautet:
| Hauptwerk CD–c3 |       |
| Principal       | 8′    |
| Gedackt         | 8′    |
| Octava          | 4′    |
| Rohrflöte       | 4′    |
| Nassat          | 3′    |
| Octava          | 2′    |
| Quinta          | 1 ⁄2′ |
| Cornett III     |       |
| Mixtur III      | 1′    |

| Pedal CD–c1  |     |
| Sub-Bass     | 16′ |
| Posaunenbass | 16′ |

## Außenbereich
An der Außenseite ist ein Epitaph für Chester Klemm († 1577) mit einer ganzfigurigen Darstellung des Verstorbenen mit Trophäen erhalten. Es ist eine Freiberger Bildhauerarbeit möglicherweise von Michael Grünberger.